# Faro di Amasra
Il Faro di Amasra (in turco Amasra Feneri) è un faro costiero situato sulla costa anatolica del Mar Nero, su una scogliera all'ingresso del porto di Amasra nella provincia di Bartin, in Turchia.
È gestito e mantenuto dall'Autorità per la Sicurezza Costiera (in turco Kıyı Emniyeti Genel Müdürlüğü) del Ministero dei Trasporti e delle Comunicazioni.

## Storia
Il faro fu installato nel 1863, sopra il piccolo porto di Amasra, a circa 15 km a nord-est della città di Bartin. Il porto di Amasra ha anche due fari d'ingresso su ogni frangiflutti.

## Descrizione
Il faro è una torre rotonda in muratura bianca, alta 7,5 m, con un ballatoio e una lanterna, attaccata all'estremità di una guardiola a un piano.
Il suo lampeggiante emette, a un'altezza focale di 77 m, un lampo bianco di un secondo per ogni periodo di 10 secondi. Il suo raggio d'azione è di 20 miglia nautiche (circa 37 km).
Identificatore: Ammiragliato: N5817 - NGA: 19576.

## Caratteristiche della luce marittima
- Frequenza: 10 secondi (W)
  - Luce: 1 secondo
  - Buio: 9 secondi